# 15034 Десіне
15034 Десіне (15034 Décines) — астероїд головного поясу, відкритий 16 листопада 1998 року.
Тіссеранів параметр щодо Юпітера — 3,496.